# Nahošovice
Nahošovice (en allemand : Nahoschowitz) est une commune du district de Přerov, dans la région d'Olomouc, en République tchèque. Sa population s'élevait à 163 habitants en 2020.

## Géographie
Nahošovice se trouve à 9,5 km à l'est-sud-est de Přerov, à 29 km au sud-est d'Olomouc et à 238 km à l'est-sud-est de Prague.
La commune est limitée par Hradčany au nord-ouest et au nord, par Dřevohostice à l'est et au sud, par Turovice au sud, et par Domaželice au sud et au sud-ouest.

## Histoire
La première mention écrite de la localité date de 1365.

## Transports
Nahošovice se trouve à 12,5 km de Přerov, à 37 km d'Olomouc et à 297 km de Prague.